# Luigi Ferrario (storico)
Napoleone Luigi Ferrario (Borsano, 26 luglio 1812 – Milano, 28 novembre 1871) è stato uno storico, archivista e paleografo italiano.

## Biografia

### La gioventù e gli studi
Nato nel pomeriggio del 26 luglio 1812 da Angiolo Ferrario e Lucia Maria Pinoli, fu battezzato la sera stessa presso la chiesa del piccolo borgo di Borsano (oggi inglobato al comune di Busto Arsizio) con il nome di Napoleone in onore e per devozione Napoleone Bonaparte, il quale in quel periodo sedeva sul trono del Primo Impero francese, che aveva tra le sue dipendenze anche il Regno d'Italia. Qualche anno dopo, con la caduta del Primo Impero e la restaurazione dell'Impero austriaco, il nome Napoleone divenne malvisto e il curato don Santino Crespi aggiunse sul registro dei battesimi il nome meno compromettente di Luigi.
Con la famiglia si trasferì a Milano, nei pressi dell'odierna via Camperio, in una contrada nella quale il padre commerciava vini, e iniziò a frequentare una scuola di religiosi, probabilmente perché non c'erano più posti disponibili presso il seminario. Assunse così il titolo di chierico e il 31 luglio 1824 venne nominato cappellano a Borsano e si applicò nello studio del latino e della filosofia. Terminati questi studi, rinunciò alla carriera ecclesiastica e andò alla ricerca di un impiego a Milano.

### Il lavoro di archivista e paleografo
Dopo una richiesta inviata nel gennaio 1833 all'Imperial Regio Archivio Diplomatico di Milano, il 29 giugno dello stesso anno ricevette la nomina ed entrò in servizio come alunno (apprendista) il 6 luglio seguente. Dopo oltre sei anni di impiego presso l'Archivio venne riconosciuto perito paleografo e definitivamente assunto in ruolo. La sua carriera avanzò rapidamente: nel 1840 divenne Accessista, nel 1843 assunse la carica di Scrittore e successivamente fu nominato Segretario della sezione storico-diplomatica. Studiò le lingue francese e spagnola per poter compiere al meglio il suo lavoro di trascrizione di importanti documenti per il principe Metternich e per il Regno di Sardegna e si applicò anche nello studio del tedesco. Il suo primo importante lavoro fu il Catalogo delle pergamene dell'Imperial Regio Archivio Diplomatico spettanti al secolo duodecimo in collaborazione con Giuseppe Cossa.
La prima opera interamente attribuibile a Luigi Ferrario fu pubblicata nel 1853: Memoria intorno ai palinsesti. Era uno studio specialistico sulla storia dei palinsesti e sulle tecniche per recuperarne i testi cancellati.

### Lo storico Luigi Ferrario

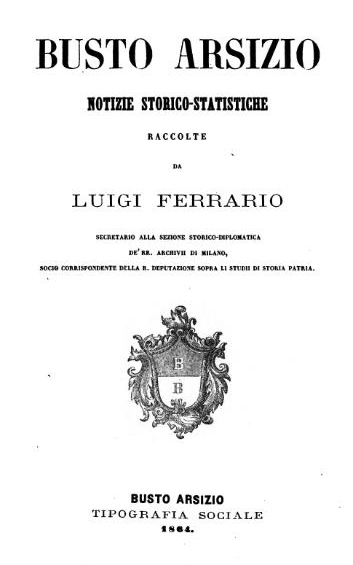
Frontespizio del libro di Luigi Ferrario Busto Arsizio – Notizie storico-statistiche

Curò il secondo e il terzo volume della cinquecentesca Storia di Milano di Bernardino Corio, pubblicati nel 1856 e 1857, proseguendo l'opera iniziata da Egidio De Magri per il primo volume. Collaborò nell'opera Documenti Diplomatici tratti dagli Archivi Milanesi.
La sua ampia conoscenza storica gli valse la nomina a Socio Corrispondente della Regia Deputazione di Storia Patria. Fu un grande appassionato della storia locale del suo paese natale e della vicina Busto Arsizio. Nel 1863 propose al Consiglio municipale della stessa Busto la pubblicazione di un volume sulla storia del borgo. L'approvazione fu unanime e la Tipografia Sociale curò la stampa di Busto Arsizio – Notizie storico-statistiche. Quest'opera fece di Ferrario uno degli storici fondamentali per la storia diBusto Arsizio insieme a Pietro Antonio Crespi Castoldi e Pio Bondioli. Ma tra le opere di storia locale ce ne sono diverse non legate a Busto:
ne è un esempio Trezzo e il suo castello - Schizzo storico, pubblicato nel 1867.
Nel 1871 gli fu assegnata la cattedra di Paleografia nella Scuola Archivistica di Milano, ma lo stesso anno, il 28 novembre, si spense all'età di 59 anni. I suoi resti si trovano in una celletta dell'Ossario Centrale del Cimitero Monumentale di Milano. A lui fu intitolato nel 1982 un piazzale nel quartiere di Borsano.